# Cinéac
Ne doit pas être confondu avec Cineaqua.
Acronyme formé des noms « cinéma » et « actualité », « Cinéac » est un nom commercial, devenu courant en France dans l’entre-deux-guerres, désignant des salles spécialisées dans la projection d'actualités filmées. 

## Histoire

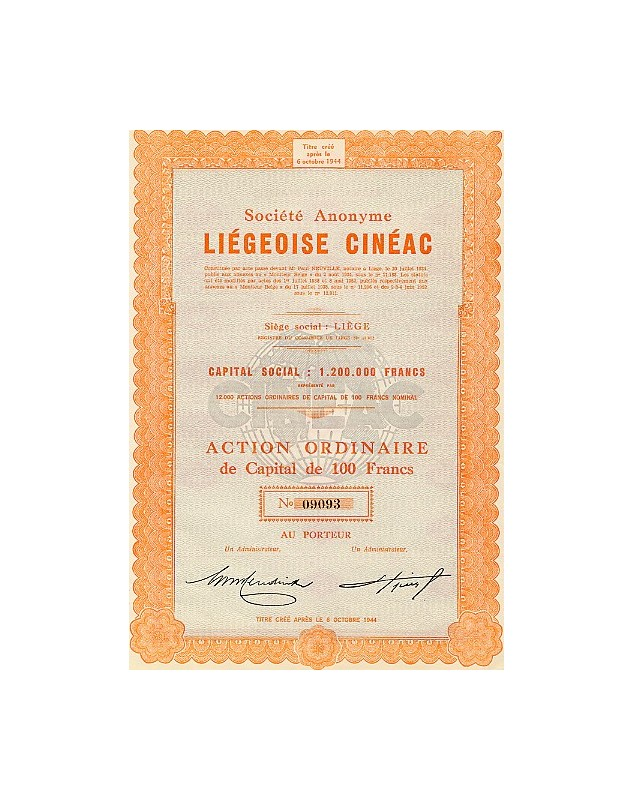
Action de la SA Liégeoise Cinéac, 1952

La première salle portant ce nom a été ouverte en 1931. Les Cinéac ont été aménagés par les architectes Pierre de Montaut et Adrienne Gorska.
Les Cinéac français font tous partie d'une entreprise unique, créée et dirigée par Reginald Ford jusqu'à sa mort en 1937 bien qu'une entreprise du même nom, qui se consacre à la même activité, est active en Suisse entre 1938 et 1969, notamment à Lausanne. Elle n'a cependant aucun lien avec son homologue française.
L'entreprise de Reginald Ford possède également des salles hors de France. Au moment de l’occupation allemande en 1940 la distribution des vingt-trois Cinéac est la suivante : six à Paris, six dans le reste de la France, cinq en Belgique, cinq aux Pays-Bas, un à Athènes, un à Varsovie aussitôt détruit par des bombardements et un sur le point d'être construit à Tunis.
Pierre Pellegrino et André Lothéal remplacent Robert Lob, Spier, Nerson et Chanter, administrateurs de Cinéac, obligés par les lois raciales de l’Occupation de quitter leur poste. La veuve de Reginald Ford, Germaine Ford, née Pellegrino, réussit à faire valoir  - auprès d’Alfred Greven, représentant du Reich pour l’industrie allemande du film dans les territoires occupés et proche de Goering - son passeport anglais afin que la société Cinéac soit considérée comme « bien ennemi » et non comme « bien juif » au regard de la confession de Reginald Ford. Elle sauve ainsi la société d’une dissolution définitive.[réf. nécessaire]
En octobre 1942, le Dr Graf von Schönborn remplace André Lothéal en tant qu'administrateur provisoire de Cinéac, au 68, avenue des Champs-Élysées. Les Cinéac deviennent souvent alors des Soldatenkino (Toulouse, Bruxelles, Liège, Lille...), sous l'autorité du Dr Dietrich, Paul Marion (zone nord), Jean-Louis Tixier-Vignancour et Paul Creyssel (zone sud). Les Actualités mondiales rebaptisées France Actualités sont prises en charge par l'Agence Havas (Office français d'information). Le 27 mai 1944, un bombardement fait de nombreuses victimes parmi la foule réfugiée dans le hall du Cineac de Marseille. 
Au Cin'ac Italiens (ex-Cineac Le Journal) , Francois Truffaut organise des stratagèmes pour ne pas payer sa place et découvre les premières images des camps d'extermination nazis puis lors de la projection du film, Les Bérets verts, a lieu une attaque menée par le groupe maoïste Foudre de Natacha Michel, le 20 juillet 1974. Il présente jusqu'à sa fermeture, le 3 février 1982, des films de série B et Z, et des films érotiques.
En 1985, le Cineac Rivoli rebaptisé Royal Rivoli est la cible d'un attentat durant un Festival du film juif.
En 2006, le Cinéac d'Amsterdam (nl), devenu un Planet Hollywood et dont la façade est classée, est racheté par DJ Tiesto puis en 2011, par Merkur Casino appartenant au groupe Gauselmann (en).

## Filmographie
- 1966: Paris brûle-t-il ? (Cinéac Place des Ternes)

## Dans la littérature
- Anne Frank, Le Journal d'Anne Frank, Contact Publishing, 1947 (Amsterdam)  (ISBN 2-253-00127-9) ;
- Pierre-Jean Remy, L'autre éducation sentimentale, Odile Jacob, 1991 (Saint-Lazare) ;
- Allan Folsom, L'Empire du mal, 1994 (Italien) ;
- Jacques Samuel, Journal 1939-1945. Une famille juive alsacienne durant la Seconde Guerre mondiale, Le Manuscrit, 2014 (Strasbourg)  (ISBN 978-2304043785) ;

Cinéac Marseille
- Maurice Béjart, La vie de qui ?, 1996 ;
- Patrick Cauvin, Nous allions vers les beaux jours, Plon, 2004 ;
- Patrick Cauvin, Dictionnaire amoureux des héros, Plon, 2004 ;
- Maurice Attia, Alger la noire, 2006 ;
- Paul Lombard, Dictionnaire amoureux de Marseille, 2013 ;

Cinéac Nice
- Roger Vadim, Le goût du bonheur: Souvenirs 1940-1958, Fixot, 1993  (ISBN 978-2876451827) ;
- JMG Le Clézio, Le Rêve mexicain ou la Pensée interrompue, Gallimard, 2007[16]  (ISBN 978-2070326808) ;
- Gilles Jacob, La Vie passera comme un rêve, Robert Laffont, 2011 ;

Cinéac Montparnasse
- Olivier Todd, J'ai vécu en ces temps, 2011 ;
- Vincent Quivy, Alain Delon, ange et voyou, Le Seuil, 2017  (ISBN 978-2021303575) ;
- Dominique Kalifa, Paris: Une histoire érotique, d'Offenbach aux Sixties, 2018 ;

Cinéac Madeleine
- Raoul Bellaïche, Aznavour: Non, je n'ai rien oublié, 2012 ;
- Bertrand Dicale, Tout Aznavour, 2017 ;
- Robert Belleret, Vie et légendes de Charles Aznavour, 2018 ;

Cinéac Ternes
- Arlette Grebel, Vous disiez donc, matelot..., Gallimard, 1972  (ISBN 978-2070283347) ;
- Antoine de Baecque, La Cinéphilie: Invention d'un regard, histoire d'une culture, 2003 ;

Cinéac Lille
- Marc Pierret et Félix Guattari, Le divan romancier: Précédé de L'Amateur amaté, 1975
- Paule Buteau et Gilles Warembourg, Contre courant: Un récit poignant sur la Seconde Guerre mondiale, 2014

Belgique
- René Henoumont, La Boîte à tartines, Robert Laffont, 1984 (Bruxelles) ;
- Eddy De Bruyne, Moi, Führer des wallons ! : Léon Degrelle et la collaboration Outre-Rhin : Septembre 1944 - Mai 1945, Éditions Luc Pire, 2012 (Liège)

Grèce (Rex-Kotopouli-Cinéac Entertainment Centre)
- Josette Bruce, Plaies et bosses à Mykonos pour OSS 117, 1974 ;
- Koffi Kwahulé, La dame du café d'en face, 1999.